# Hypernephia
Hypernephia is een geslacht van rechtvleugeligen uit de familie veldsprinkhanen (Acrididae). De wetenschappelijke naam van dit geslacht is voor het eerst geldig gepubliceerd in 1922 door Uvarov.

## Soorten
Het geslacht Hypernephia omvat de volgende soorten:
- Hypernephia everesti Uvarov, 1922
- Hypernephia xizangensis Zheng, 1980